# Bruce Olson
Bruce Olson (Saint Paul, 10. studenoga 1941.) američki je misionar skandinavskih korijena koji je najpoznatiji po svom radu s južnoameričkim indijanskim plemenima od kojih su najpoznatiji tzv. Motiloni, pleme koje naseljava sjeveroistočnu Kolumbiju i zapadnu Venezuelu. Njegov misionarski rad i pristup južnoameričkim indijancima mnogi smatraju netipičnim, a svoja je iskustva iznio u autobiografskim knjigama pod nazivom Bruchko te Bruchko i motilonsko čudo.

## Životopis

### Djetinjstvo i mladost
Bruce Olson rodio se 1941. u gradu Saint Paulu, glavnom gradu američke savezne države Minnesote kao najmlađi od dva sina Marcusa i Inge Olson, Amerikanaca švedskog podrijetla. Otac mu je bio investicijski bankar, a majka je pripadala višem staležu. Olson je svoj rani život opisao kao usamljenički s roditeljima koji su bili dosta rezervirani i nisu otvoreno pokazivali svoju ljubav prema djeci. Kako je imao velik talent za svladavanje stranih jezika od ranog djetinjstva učio je jezike grčki i latinski. Olson je odrastao u luteranskoj crkvi, a Boga je doživljavao kao strogu i sudu sklonu figuru. Čitajući Novi zavjet zaintrigiralo ga je da je Sin Čovječji došao potražiti i spasiti izgubljeno te s 14 godina doživljava obraćenje i odlučuje svoj život predati u Božije ruke. Od tog trenutka, kako je sam poslije rekao, njegov život biva potpuno preusmjeren. Kako nije našao podršku u svojoj luteranskoj crkvi, odlučuje se priključiti lokalnoj interdenominacionalnoj crkvi.

### Odlazak u Venezuelu
Sa 16 godina na misijskoj konferenciji osjetio je poziv u srcu da pođe služiti južnoameričkim Indijancima. U jesen 1951. upisuje se na sveučilište Penn State da bi se godinu dana poslije prebacio na sveučilište Minesotta na studij lingvistike. U međuvremenu, stupa u kontakt s nekoliko misijskih odbora u želji da postane misionar, ali ga svi od reda odbijaju. Ipak, 1961. s napunjenih 19 godina odustaje od fakulteta i unatoč protivljenju roditelja odlučuje kupiti kartu za Venezuelu. U tom trenutku nije govorio španjolski te je imao samo nekoliko dolara pri ruci. Njegov prvi susret s tamošnjim misionarima nije bio ohrabrujuć jer ga oni nisu željeli uključiti u misionarski rad jer nije imao nikoga da ga financira, a nitko od njih nije želio preuzeti odgovornost za njega. Umjesto misionarskog rada posvećuje se studiju na sveučilištu u Venezueli na kojem ima priliku naučiti više o južnoameričkim Indijancima.

### Susret s Motilonima
Nekoliko mjeseci nakon dolaska u Venezuelu, Olson je prvi puta čuo za tada vrlo nasilno pleme Motilona koje je obitavalo na granici država Venezuela i Kolumbija. Pleme je bilo poznato po sukobima s naftinim kompanijama koje su na njihovoj zemlji željele vršiti eksploatacije. O Motilonima te njihovom jeziku i kulturi u to se vrijeme znalo vrlo malo. Olson je dobio snažnu želju da stupi u kontakt s pripadnicima plemena te se samo nekoliko mjeseci nakon dolaska u Venezuelu uputio u prašumu u potrazi za Motilonima. Prvi Indijanci na koje je naišao bili su iz plemena Yukos (Jukos) koji su bili prijateljski naklonjeni. Nakon jedne godine provedene s njima, uputio se u potragu dublje u prašumu tijekom čega je obolio od dizenterije, a imao je i kroničnih problema s parazitskim infestacijama. Njegov prvi susret s Motilonima bio je umalo koban. Prvo je proboden indijanskom strijelom, a potom je jedva izbjegao smaknuće od strane plemenskog poglavice. Ipak, nakon nekog vremena dopustili su mu da ih prati u ribarenju i lovu te su mu nadjenuli ime „Bruchko”. Od 1962. je imao priliku živjeti s Motilonima, proučavati njihov način života, kulturu i vrlo neobičan tonalni jezik kojim su govorili. S vremenom se sprijateljio s pripadnicima plemena koji su ga sve više prihvaćali, posebno nakon što im je pomogao u suzbijanju kon juktivitisa koji se u jednom trenutku proširio među ljudima. Nakon što su ga članovi plemena prihvatili kao jednoga od njih dobio je priliku propovijedati i širiti kršćanstvo među Motilonima.

## Misionarski rad
Ono što obilježava Olsonov misionarski rad je njegovo širenje Evanđelja na način razumljiv i prihvatljiv indijanskoj kulturi koji nije zahtijevao od Indijanaca da napuste svoju kulturu i način života. Umjesto da ih „amerikanizira”, sam je postao dio plemena. Puno je pridonio suzbijanju gladi i otvaranju Motilona za vanjski svijet što je posebno bilo važno kada je u pitanju bila upotreba lijekova od kojih su kao i od većine suvremenih stvari zazirali. S vremenom je postao zagovornik Motilona i njihove tradicije pri mnogim internacionalnim organizacijama. Pomogao je uspostaviti pisani jezik, a preveo je i Novi zavjet na bari jezik kojim Motiloni govore. Sudjelovao je u otvaranju škola, crkava i zdravstvenih ustanova te je surađivao s kolumbijskom vladom s ciljem zaštite indijanske zemlje. Zbog svojeg rada stekao je veliko poštovanje i povjerenje među Motilonima i ostalim indijanskim plemenima. Olsonov misionarski rad ima za posljedicu to da je danas, kako se smatra, među Motilonima oko 70% kršćana.

## Zatočeništvo
Olson je 1988. bio otet i zatočen od strane pripadnika kolumbijske komunističke gerile poznatije pod nazivom ELN (Ejército de Liberación Nacional – č. ’ehersito de liberasion nasional’) koji su nastojali ostvariti čvrstu kontrolu nad indijanskim teritorijem. Olsona su željeli pridobiti na svoju stranu jer su ga smatrali čovjekom koji ima velik utjecaj na indijansku zajednicu. Zbog svog odbijanja da se pridruži otmičarima suočio se s optužbama za ubojstvo 6100 Indijanaca, krijumčarenje kokaina i ostale droge, pretvaranja Indijanaca u robove, zgrtanja osobnog bogatstva, rada za CIA-u te napada na gerilske kampove. Na kraju je jedva izbjegao streljanje. Razlog je bio strah otmičara od odmazde. Naime, savez od 50 indijanskih plemena prijetio je ratnom zakletvom ako Olson bude pogubljen. Otmičari su ga oslobodili u ljeto 1989. nakon nekoliko mjeseci zarobljeništva. Do tada u kolumbijskoj povijesti nije bio zabilježen slučaj da je toliki broj Indijanaca stao u obranu jednog bjelca. Nakon izlaska iz zarobljeništva postao je simbol otpora protiv nasilja diljem zemlje te se susreo s predsjednicima Kolumbije i Venezuele.

## Optužbe
Robert Jaulin, francuski antropolog i etnolog krajem 1960-ih posjetio je Olsona i motilonsku zajednicu te naveo teške optužbe protiv njega i njegovog rada. Optužio je Olsona da je napustio posjetitelja Alexandera Clarka u prašumi i ostavio ga da umre, da je neke Indijance poubijao dok je druge porobio i natjerao ih da rade na njegovoj plantaži te da je sebi sagradio veliku kuću u kojoj živi u idili. Jaulinove optužbe prenio je švedski antropolog Lars Persson te podigao dosta prašine jer je u Švedskoj Olsonova knjiga postala vrlo popularna među kršćanskim zajednicama. To je nagnalo novinara Andresa Künga da pođe u Republiku Kolumbiju i provjeri te optužbe. Ispostavilo se da su Jaulinove optužbe bile lažne. Olson nije živio u nikakvom luksuzu ni idili, a velika kuća bila je zajednička u kojoj je Olson posjedovao jednu svoju mrežu za spavanje. Plantaže i vrtovi bili su u vlasništvu Indijanaca koji ih obrađuju. Motiloni s kojima je Küng podijelio Jaulinove optužbe odbacili su ih. Alexander Clark također je odbacio Jaulinove optužbe. Kada je Küng podijelio svoje bilješke s Perssonom, ovaj se ispričao te tvrdio da je samo prenio što je Jaulin rekao.

## Privatni život
Olson nije oženjen i nema djece. Dok je bio mlad zaručnica mu je poginula u automobilskoj nesreći netom prije vjenčanja. Govori oko 16 jezika uključujući i nekoliko plemenskih. Do današnjeg dana služi kao misionar u mnogim indijanskim zajednicama.

## Pisani izvori
- Bruce Olson - Zbog križa ću te ubiti ("For this cross I´ll kill you"), Izvori, 1998. ISBN 953-177-014-Y nevaljani ISBN
- Bruce Olson with James Lund - Brucho and the Motilone miracle, Charisma House, 2006. ISBN 1-59185-795-3

## Vanjske poveznice
- http://www.bruceolson.com/